# Kim Sasabone
Kim Sasabone (1 april 1976) is een Nederlands zangeres van de Nederlandse dance-act Vengaboys en fitnessinstructrice.

## Biografie
In 1997 trad Sasabone toe tot de Vengaboys. Zo is ze als zangeres te zien en te horen in de videoclip van het nummer Parada de Tettas, de allereerste single van de Vengaboys.
Als lid van de Vengaboys brak ze in 1998 zowel nationaal als internationaal door met het nummer Up and Down. In Nederland kwam het terecht op de vijfde plek in de Nederlandse Top 40. In het  Verenigd Koninkrijk kwam het nummer terecht op de vierde plek. 
Echt internationaal succes kreeg de band een jaar later, met zowel het nummer Boom, Boom, Boom, Boom!! als We're going to Ibiza!. Beide nummers kwamen in onder meer het Verenigd Koninkrijk terecht op de eerste plek in de hitlijsten. Sasabone is in beide nummers als leadzangeres te horen.
In 2011 opende Sasabone de Rotterdamse afdeling van The Bootcamp Club.
In december 2024 maakte ze bekend tijdelijk te stoppen met optredens. Ze werd vervangen door Ch!pz-zangeres Cilla Niekoop.

## Persoonlijk
Sasabone is van Molukse afkomst. In 2013 kreeg ze een zoon.